# 타이베이 베이터우 원린 국민소학교
타이베이 베이터우 원린 국민소학교(臺北市北投區文林國民小學)는 중화민국 타이베이의 공립 초등학교이다. 1973년 자유중화민국 타이완 타이베이에서 첫 개교되었다.